# (72681) 2001 FO62
(72681) 2001 FO62 – planetoida z pasa głównego asteroid okrążająca Słońce w ciągu 4,18 lat w średniej odległości 2,59 j.a. Odkryta 19 marca 2001 roku.